# Parròquia de Rae
La Parròquia de Rae (en estonià: Rae vald) és un municipi rural del nord d'Estònia, part del comtat de Harju. El municipi té una població de 23.145 (segons el censd e 2022) i cobreix una àrea de 206,7 km². La densitat de població és 111,974/km.

## Entitats de població
El centre administratiu del municipi és Jüri i els vilatges més poblats són: Vaida, Assaku, Lagedi i Peetri. La resta d'assentaments inclouen els llogarets d'Aaviku, Aruvalla, Järveküla, Kadaka, Karla, Kautjala, Kopli, Kurna, Lehmja, Limu, Pajupea, Patika, Pildiküla, Rae, Salu, Seli, Soodevahe, Suuresta, Suursoo, Tuulevälja, Ülejõe, Urvaste, Uuesalu, Vaidasoo, Vaskjala, Veneküla and Veskitaguse.
L'actual alcalde (en estonià: vallavanem) és Madis Sarik, del Partit Reformista Estonià.